# Alrix Da Costa

a Compétitions nationales et continentales officielles uniquement.

b Matchs officiels uniquement.
Alrix Da Costa, né le 2 octobre 1997 à Foix (France), est un joueur de rugby à XIII français évoluant au poste de talonneur. Il effectue à seulement dix-huit ans ses débuts en Super League avec les Dragons Catalans lors de la saison 2016. Il est également appelé en équipe de France.
Il est sélectionné en équipe de France pour prendre part à la première édition de Coupe du monde de rugby à 9 en 2019.

## Biographie
Alrix Da Costa est formé à Limoux. Il est ensuite admis au Pôle France de Toulouse.
Il rejoint les Dragons Catalans et sa sélection des moins de dix-neuf ans en 2015. Il a fait ses débuts en Super League le 14 avril 2016 contre St Helens RLFC à la suite de la blessure de Paul Aiton et à la suspension d'Eloi Pelissier. Un match considéré comme une « mémorable victoire » puisque les Catalans le gagnent 34 à 16.
Ses débuts remarqués lui permettent cette saison-là de prendre part à huit rencontres de Super League et de faire ses débuts sous le maillot de l'équipe de France lors d'un match contre l'Angleterre en fin d'année 2016.

## Palmarès
- Collectif :
  - Vainqueur de la Coupe d'Europe : 2018 ( France)
  - Vainqueur de la Challenge Cup : 2018[3] (Dragons Catalans).
  - Vainqueur de la Coupe de France : 2018 (Saint-Estève XIII catalan)[1].
  - Finaliste de la Super League : 2021 et 2023 (Dragons Catalans).

- Individuel
  - Meilleur joueur des moins de 19 ans : 2016[1].

### En sélection

#### Détails en sélection
| Matchs internationaux d'Alrix Da Costa                                 | Matchs internationaux d'Alrix Da Costa | Matchs internationaux d'Alrix Da Costa | Matchs internationaux d'Alrix Da Costa | Matchs internationaux d'Alrix Da Costa | Matchs internationaux d'Alrix Da Costa | Matchs internationaux d'Alrix Da Costa | Matchs internationaux d'Alrix Da Costa | Matchs internationaux d'Alrix Da Costa | Matchs internationaux d'Alrix Da Costa |
|                                                                        | Date                                   | Adversaire                             | Résultat                               | Compétition                            | Poste                                  | Points                                 | Essais                                 | Pen.                                   | Drops                                  |
| ---------------------------------------------------------------------- | -------------------------------------- | -------------------------------------- | -------------------------------------- | -------------------------------------- | -------------------------------------- | -------------------------------------- | -------------------------------------- | -------------------------------------- | -------------------------------------- |
| 1.                                                                     | 22 octobre 2016                        | Angleterre                             | 6-40                                   | Amical                                 | Talonneur                              | -                                      | -                                      | -                                      | -                                      |
| 2.                                                                     | 17 octobre 2018                        | Angleterre                             | 6-44                                   | Amical                                 | Talonneur                              | -                                      | -                                      | -                                      | -                                      |
| 3.                                                                     | 27 octobre 2018                        | Pays de Galles                         | 54-18                                  | Coupe d'Europe                         | Talonneur                              | -                                      | -                                      | -                                      | -                                      |
| 4.                                                                     | 3 novembre 2018                        | Irlande                                | 24-10                                  | Coupe d'Europe                         | Talonneur                              | 8                                      | -                                      | 4                                      | -                                      |
| 5.                                                                     | 10 novembre 2018                       | Écosse                                 | 28-10                                  | Coupe d'Europe                         | Talonneur                              | -                                      | -                                      | -                                      | -                                      |
| 6.                                                                     | 19 juin 2022                           | Pays de Galles                         | 34-10                                  | Test-match                             | Talonneur                              | -                                      | -                                      | -                                      | -                                      |
| 7.                                                                     | 17 octobre 2022                        | Grèce                                  | 34-12                                  | Coupe du monde                         | Talonneur                              | -                                      | -                                      | -                                      | -                                      |
| 8.                                                                     | 22 octobre 2022                        | Angleterre                             | 18-42                                  | Coupe du monde                         | Talonneur                              | -                                      | -                                      | -                                      | -                                      |
| 9.                                                                     | 30 octobre 2022                        | Samoa                                  | 4-62                                   | Coupe du monde                         | Talonneur                              | -                                      | -                                      | -                                      | -                                      |
| 10.                                                                    | 26 novembre 2024                       | Pays de Galles                         | 48-6                                   | Qualif. CM                             | Talonneur                              | -                                      | -                                      | -                                      | -                                      |
| Matchs internationaux d'Alrix Da Costa sous l'équipe de France de neuf |                                        |                                        |                                        |                                        |                                        |                                        |                                        |                                        |                                        |
| 1.                                                                     | 18 octobre 2019                        | Liban                                  | 8-12                                   | Coupe du monde                         | Arrière                                | 0                                      | -                                      | -                                      | -                                      |
| 2.                                                                     | 19 octobre 2019                        | Pays de Galles                         | 23-6                                   | Coupe du monde                         | Arrière                                | 0                                      | -                                      | -                                      | -                                      |
| 3.                                                                     | 19 octobre 2019                        | Angleterre                             | 4-38                                   | Coupe du monde                         | Arrière                                | 4                                      | 1                                      | -                                      | -                                      |

### Statistiques
| Saison | Saison           | Championnat  | Championnat | Championnat | Championnat | Championnat | Championnat | Championnat | Coupe         | Coupe      | Coupe | Coupe | Coupe | Coupe | Coupe | Sélection | Sélection | Sélection | Sélection | Sélection | Sélection | Sélection |
| Saison | Saison           | Comp.        | Class.      | M           | Pts         | Ess.        | Buts        | Dp.         | Comp.         | Class.     | M     | Pts   | Ess.  | Buts  | Dp.   | Comp.     | M         | Pts       | Ess.      | Buts      | Dp.       |           |
| ------ | ---------------- | ------------ | ----------- | ----------- | ----------- | ----------- | ----------- | ----------- | ------------- | ---------- | ----- | ----- | ----- | ----- | ----- | --------- | --------- | --------- | --------- | --------- | --------- | --------- |
| 2016   | Dragons Catalans | Super League | 6e          | 7           | -           | -           | -           | -           | Challenge Cup | 1/4 finale | -     | -     | -     | -     | -     |           | 1         | -         | -         | -         | -         |           |
| 2017   | Dragons Catalans | Super League | 12e         | 19          | -           | -           | -           | -           | Challenge Cup | 1/8 finale | 1     | -     | -     | -     | -     |           |           |           |           |           |           |           |
| 2018   | Dragons Catalans | Super League | 7e          | 14          | 8           | 2           | -           | -           | Challenge Cup | Vainqueur  | 1     | -     | -     | -     | -     | CE        | 4         | 8         | 2         | -         | -         |           |
| 2019   | Dragons Catalans | Super League | 7e          | 16          | -           | -           | -           | -           | Challenge Cup | 1/4 finale | 2     | -     | -     | -     | -     |           |           |           |           |           |           |           |
| 2020   | Dragons Catalans | Super League | 1/2 finale  | 4           | 4           | 1           | -           | -           | Challenge Cup | 1/4 finale | -     | -     | -     | -     | -     |           |           |           |           |           |           |           |
| 2021   | Dragons Catalans | Super League | Finaliste   | 12          | 4           | 1           | -           | -           | Challenge Cup | 1/4 finale | 2     | -     | -     | -     | -     |           |           |           |           |           |           |           |
| 2022   | Dragons Catalans | Super League | 1er tour    | 15          | -           | -           | -           | -           | Challenge Cup | 1/4 finale | 1     | -     | -     | -     | -     | CM        | 4         | -         | -         | -         | -         |           |
| 2023   | Dragons Catalans | Super League | Finaliste   | 10          | -           | -           | -           | -           | Challenge Cup | 1/8 finale | -     | -     | -     | -     | -     |           |           |           |           |           |           |           |
| 2024   | Dragons Catalans | Super League | 7e          | 18          | 8           | 2           | -           | -           | Challenge Cup | 1/4 finale | 2     | -     | -     | -     | -     |           | 1         | -         | -         | -         | -         |           |
| 2025   | Dragons Catalans | Super League |             |             |             |             |             |             | Challenge Cup | 1/2 finale | 4     | -     | -     | -     | -     |           |           |           |           |           |           |           |